# NGC 6548
NGC 6548 (również PGC 61404 lub UGC 11115) – galaktyka soczewkowata (SB0), znajdująca się w gwiazdozbiorze Herkulesa. Odkrył ją William Herschel 20 września 1786 roku.